# Битва при Борнхёведе (1227)
Битва при Борнхёведе (дат. Slaget ved Bornhøved, нем. Schlacht bei Bornhöved) — сражение, состоявшееся 22 июля 1227 года недалеко от Борнхёведа (Гольштейн) между германскими князьями и датчанами. Сражение стало поворотным моментом в истории Северной Европы: поражение датчан знаменовало конец их владычества на южных берегах Балтийского моря.
Граф Адольф IV, возглавлявший армию коалиции северогерманских князей и ганзейских городов, разгромил армию датского короля Вальдемара II и вельфского наследника Оттона I, восстановив тем самым свою власть над Гольштейном.

## Предпосылки
В то время Датчане господствовали в прибрежной зоне Балтийского моря, король Вальдемар II и его предшественник Кнуд VI захватили Гольштейн, Мекленбург, Гамбург, Любек, Ратцебург, побережье Померании, включая остров Рюген. В 1226 году Вальдемар при поддержке своего племянника Оттона I, командовавшего войсками Брауншвейг-Люнебурга, вторглись во владения графов Шверина и Гольштейна, которые, зная, что не справятся с датчанами в одиночку, признали себя вассалами герцога Саксонии Альбрехта I. Союз поддержали Бременский архиепископ Герхард, князь Мекленбурга Иоганн I, вольный город Любек и имперский город Гамбург, несколько северогерманских (вендских) князей.

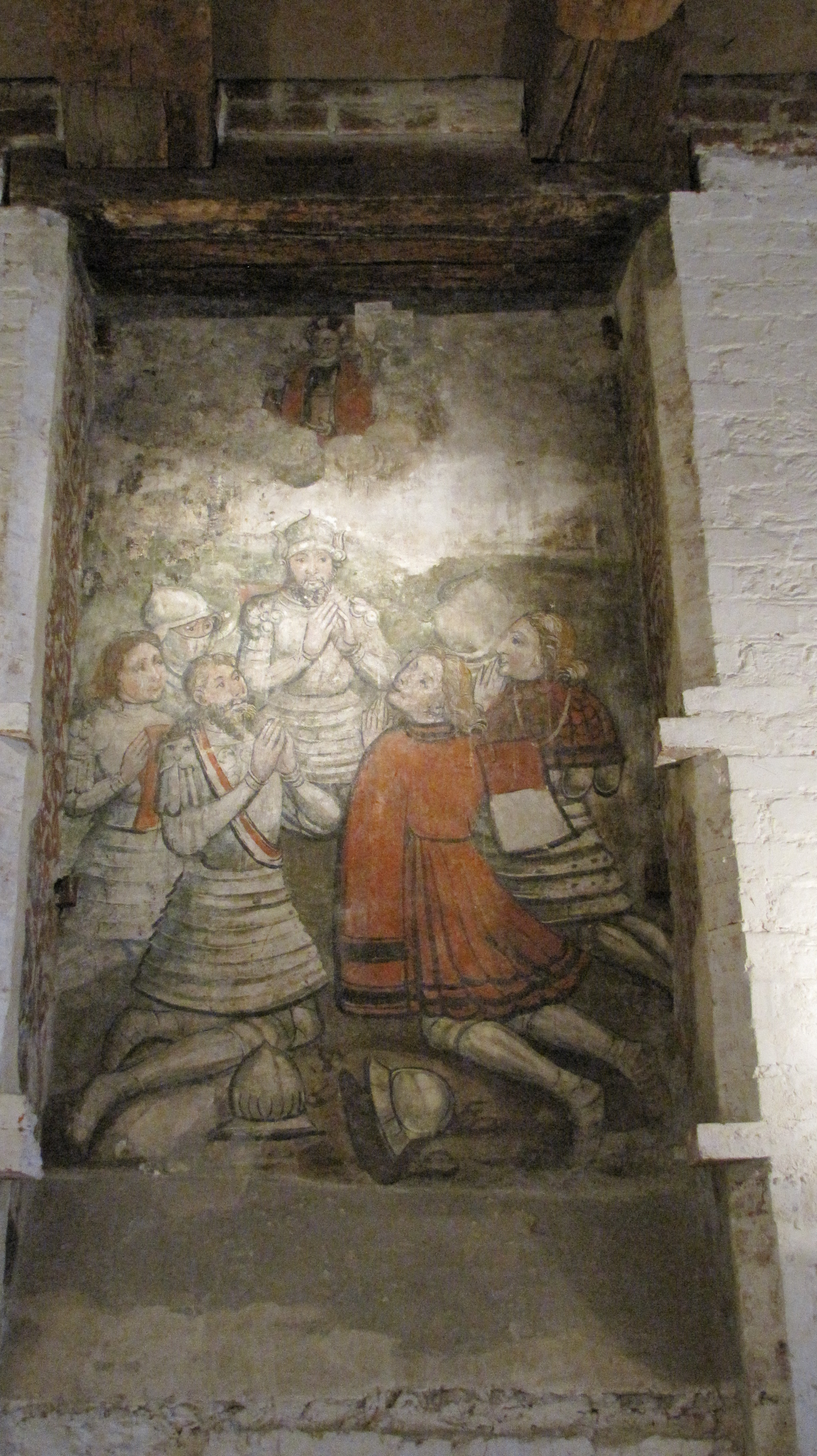
Явление Марии Магдалины в битве при Борнхёведе, фреска в ратуше Любека.

Армии обеих коалиций были практически равны, а их командиры, вероятно, планировали закончить конфликт одной решающей битвой, которая и произошла 22 июля 1227 года на поле у Борнхёведа в Гольштейне.

## Сражение
По некоторым данным, армия коалиции насчитывала 11—12 тысяч человек (3 тысячи рыцарей, 5 тысяч вспомогательной пехоты регулярной армии и 3—4 тысячи германских наёмников), против армии Вальдемара II в 14 тысяч человек (3 тысячи рыцарей, 5 тысяч пехотинцев регулярной армии, 5 тысяч вельфских и германских наёмников и тысяча ополченцев Дитмаршена). Некоторые исследователи считают, что такая многочисленная армия была редкостью в Европе XIII века, поэтому сил противников было много меньше, несколько тысяч. В частности, исследователь и историк Пауль Хассе полагал, что достоверных данных о силах противника и ходе сражения, кроме того, что датчане проиграли, нет (даже о предательстве ополченцев Дитмаршена, которое впервые было описано в «Риенских анналах» (дат. Rydårbogen)).
Сражение на Борнхёведской равнине продолжалось до вечера с переменным успехом, по словам хронистов Детмара из Любека и Германа Корнера, автора «Chronica novella», воины сражались по колено в крови, в потоках которой рыцарь мог обмакнуть край щита, не слезая с коня. Под королём Вальдемаром II были убиты несколько коней, он получил несколько ранений, но был близок к победе. Переломным моментом стал переход около тысячи ополченцев Дитмаршена, сражавшихся за Вальдемара II по принуждению, на сторону Адольфа IV (по предварительному сговору), они начали рубить датчан, приведя их в замешательство. Король Вальдемар с трудом спасся, епископ Рибе и герцог Брауншвейг-Люнебурга Оттон попали в плен (Оттон до 1228 года был заключён в Ростоке, столице Мекленбургских земель), около 4 тысяч датчан были убиты, остальные бежали.
По версии Корнера, переход дитмаршенцев случился ещё перед началом битвы и не являлся переломным моментом. Согласно его «Chronica novella», последний ознаменован был явлением Марии Магдалины (чей день памяти как раз отмечается 22 июля), которая заслонила слепящее в глаза германцев солнце облаком.

## Значение и итоги
После поражения при Борнхёфеде Дания частично потеряла завоёванные в XII и XIII веках области в восточной части Балтийского моря, а граница между ней и Священной Римской империей сдвинулась на север, от реки Эльба до Айдера, южной границы герцогства Шлезвиг (эта граница оставалась в силе до 1806 года). Адольф IV вернул себе графство Гольштейн. Альбрехт I подтвердил себя как лорд-графа Шауэнбург-Гольштейна. Дитмаршен отказался от верховенства Дании и снова стал фьефом бременского архиепископства, а фактически превратился в независимое государство-общину свободных крестьян, сохранявшуюся до 1559 года. Княжество Рюген осталось единственным вассалом правителей Дании среди владений Священной Римской империи.